# Longford (Moreton Say)
Longford – osada w Anglii, w hrabstwie Shropshire, w pobliżu miasta Market Drayton. Leży 27 km na północny wschód od miasta Shrewsbury i 226 km na północny zachód od Londynu. W latach 1870–1872 osada liczyła 262 mieszkańców.